# Box-office des franchises dans le monde
Le tableau ci-dessous reprend le box-office cumulé dans le monde des films d'une même franchise. Il ne s'agit pas toujours de suites, mais de films qui s'inscrivent dans le même univers et qui revendiquent une filiation avec un film de référence.
Avant les années 2000, seulement sept franchises avaient dépassé le milliard de dollars de recettes James Bond, Star Wars, Indiana Jones, Rocky, Batman, Jurassic Park et Star Trek. Après les années 2000, le nombre de franchises ayant dépassé le milliard s'élève désormais à plus de 100. Cette augmentation exponentielle de franchises ayant dépassé le milliard de recettes, est due à l'inflation constante du marché mais aussi au système de franchise qu'exploite au maximum Hollywood.
La franchise la plus importante est celle de l'Univers cinématographique Marvel avec plus de 32 milliards de dollars générés en 37 films.
Note : Un film peut apparaître dans plusieurs franchises. Par exemple, le film Batman v Superman : L'Aube de la justice apparaît à la fois dans la franchise Batman, la franchise Superman ainsi que dans l'univers cinématographique DC.

## Classement
Box-office non définitif car un film de la franchise est en cours de diffusion.
L'inflation n'est pas prise en compte
| Rang | Titre                             | Recettes         | Nb. de films | Recettes moyennes par film | Film le plus lucratif                                    | Film le plus lucratif |
| Rang | Titre                             | Recettes         | Nb. de films | Recettes moyennes par film | Film et année                                            | Recettes              |
| ---- | --------------------------------- | ---------------- | ------------ | -------------------------- | -------------------------------------------------------- | --------------------- |
| 1    | Univers cinématographique Marvel  | 32 434 690 599 $ | 37           | 876 613 259 $              | Avengers: Endgame (2019)                                 | 2 799 439 100 $       |
| 2    | Spider-Man                        | 11 154 092 078 $ | 16           | 697 130 755 $              | Spider-Man: No Way Home (2021)                           | 1 921 407 902 $       |
| 3    | Star Wars                         | 10 400 778 595 $ | 12           | 866 731 550 $              | Star Wars, épisode VII : Le Réveil de la Force (2015)    | 2 071 310 218 $       |
| 4    | Harry Potter (Monde des sorciers) | 9 656 055 269 $  | 11           | 877 823 206 $              | Harry Potter et les Reliques de la Mort, partie 2 (2011) | 1 342 499 744 $       |
| 5    | James Bond                        | 7 836 510 562 $  | 27           | 290 241 132 $              | Skyfall (2012)                                           | 1 108 561 013 $       |
| 6    | Avengers                          | 7 767 486 137 $  | 4            | 1 941 871 534 $            | Avengers: Endgame (2019)                                 | 2 799 439 100 $       |
| 7    | X-Men                             | 7 422 190 386 $  | 14           | 530 156 456 $              | Deadpool et Wolverine (2024)                             | 1 338 073 645 $       |
| 8    | Fast and Furious                  | 7 333 461 998 $  | 11           | 666 678 363 $              | Fast and Furious 7 (2015)                                | 1 515 341 399 $       |
| 9    | Univers cinématographique DC      | 7 196 680 912 $  | 15           | 479 778 727 $              | Aquaman (2018)                                           | 1 152 028 393 $       |
| 10   | Batman                            | 7 051 416 471 $  | 18           | 391 745 360 $              | The Dark Knight Rises (2012)                             | 1 114 956 628 $       |
| 11   | Jurassic Park                     | 6 837 803 384 $  | 7            | 976 829 055 $              | Jurassic World (2015)                                    | 1 671 537 444 $       |
| 12   | Saga Tolkien                      | 5 978 900 075 $  | 8            | 747 362 509 $              | Le Seigneur des anneaux : Le Retour du roi (2003)        | 1 138 186 883 $       |
| 13   | Moi, moche et méchant             | 5 620 799 382 $  | 6            | 936 799 897 $              | Les Minions (2015)                                       | 1 159 444 662 $       |
| 14   | Transformers                      | 5 424 201 969 $  | 8            | 602 689 108 $              | Transformers 3 : La Face cachée de la Lune (2011)        | 1 123 794 079 $       |
| 15   | Avatar                            | 5 243 956 307 $  | 2            | 2 621 978 154 $            | Avatar (2009)                                            | 2 923 706 026 $       |
| 16   | Mission impossible                | 4 739 290 360 $  | 8            | 592 411 295 $              | Mission impossible : Fallout (2018)                      | 791 657 398 $         |
| 17   | Pirates des Caraïbes              | 4 522 015 850 $  | 5            | 904 403 170 $              | Pirates des Caraïbes : Le Secret du coffre maudit (2006) | 1 066 179 747 $       |
| 18   | Shrek                             | 4 023 150 022 $  | 6            | 670 525 004 $              | Shrek 2 (2004)                                           | 932 514 589 $         |
| 19   | Twilight                          | 3 359 862 915 $  | 5            | 671 972 853 $              | Twilight, chapitre V : Révélation, partie 2 (2012)       | 848 593 948 $         |
| 20   | Le Roi lion                       | 3 350 284 378 $  | 4            | 837 571 095 $              | Le Roi lion (2019)                                       | 1 662 020 819 $       |